# Rhipidocladum
Rhipidocladum es un género de bambúes nativos de América. Pertenece a la subfamilia de las Bambusóideas, dentro de la familia de las gramíneas o Poáceas.

## Descripción morfológica
Rizomas paquimorfos, culmos de 7 a 22 m de largo, generalmente decumbentes en la vegetación aledaña; 1 hasta 1,5 cm de diámetro. Las ramas por nudo pueden variar entre 30 y 200 según la especie, no verticiladas sino creciendo en forma de abanico en la base. Las ramas primarias de hasta 35 cm de largo. Cúlmeas u hojas caulinares lisas y brillantes, no persistentes en los entrenudos inferiores. Presentan de 12 a 32 espiguillas por racimo de acuerdo a la especie.

## Características distintivas
Ramas primarias creciendo en forma de abanico y en número que varía de 35 a 200 según la especie. Culmo hueco y quebradizo.
Ramas secundarias de hasta 35 cm de largo.

## Distribución mundial
El género Rhipidocladum se distribuye naturalmente desde México hasta Argentina y Chile. 

## Hábitat
Bosques de galería, riparia. Selvas medianas. Ecotonos. 200 a 900 m s. n. m.

## Taxonomía
El género fue descrito por Floyd Alonzo McClure y publicado en Smithsonian Contributions to Botany 9: 101, f. 42. 1973. La especie tipo es: Rhipidocladum harmonicum (Parodi) McClure

## Especies
Dentro del género se reconocen tres secciones:
- Rhipidocladum sect. Didymogonyx L.G.Clark & Londoño
- Rhipidocladum sect. Racemiflourm
- Rhipidocladum sect. Rhipidocladum

y un total de 19 especies: 
- Rhipidocladum abregoense Londoño & L.G.Clark
- Rhipidocladum ampliflorum (McClure) McClure
- Rhipidocladum angustiflorum (Stapf) McClure
- Rhipidocladum bartlettii (McClure) McClure
- Rhipidocladum clarkiae R.W.Pohl
- Rhipidocladum geminatum (McClure) McClure
- Rhipidocladum harmonicum (Parodi) McClure
- Rhipidocladum longispiculatum Londoño & L.G.Clark
- Rhipidocladum martinezii Davidse & R.W.Pohl
- Rhipidocladum maxonii (Hitchc.) McClure
- Rhipidocladum neumanii Sulekic, Rúgolo & L.G.Clark
- Rhipidocladum pacuarense R.W.Pohl
- Rhipidocladum panamense R.W.Pohl
- Rhipidocladum parviflorum (Trin.) McClure
- Rhipidocladum pittieri (Hack.) McClure
- Rhipidocladum prestoei (Munro) McClure
- Rhipidocladum racemiflorum (Steud.) McClure
- Rhipidocladum sibilans Davidse, Judz. & L.G.Clark
- Rhipidocladum verticillatum (Nees) McClure.[4]